# بارنیتس (آلمان)
بارنیتس (به آلمانی: Barnitz) یک شهر در آلمان است که در Stormarn واقع شده‌است. بارنیتس ۸۲۶ نفر جمعیت دارد.